# Нико није савршен (албум)
Нико није савршен назив је шеснаестог студијског албума Индире Радић, који је објављен у децембру 2015. године. Претходни албум, Исток, север, југ и запад, певачица је издала 2011. године, а две године касније саставила је компилацију својих највећих хитова.
Музику и текст свих песама написао је Индирин син, Северин Радић, док аранжмане потписују Енџи Маврић, Дамир Хандановић и Душан Алагић. Ово је један од малобројних албума Радићеве на коме нису радили Горан Ратковић Рале и Марина Туцаковић.
Три сингла која су претходила изласку албума у продају - Какав такав си, Много си се променио и Нико није савршен постали су хитови истог тренутка када су објављени. Песма Много си се променио била је један од 30 најпопуларнијих видеа на Јутјубу у Србији, и пета најслушанија песма.

## О албуму
Индира је у октобру дала интервју за емисију Ексклузив телевизије Прва, у коме је рекла да је њен син, Северин Радић, компоновао музику за све песме које су се нашле на албуму.
Овим албумом певачица је у потпуности пригрлила поп звук, ком је тежила од албума Змај из 2004. године и након 18 година, напустила Гранд продукцију и прешла у Сити Рекордс.

## Пријем
Први сингл са албума, Какав такав си, објављен је 2. децембра на Јутјуб каналу куће IDJVideos. Две недеље касније, певачица је објавила спот за други сингл – Много си се променио. Видео на каналу Adria Music-а забележио је преко 100.000 прегледа за мање од 24 часа, те је песма истог дана када је објављена завршила на 12. месту најслушанијих песама, а видео у TOP 50 најпопуларнијих у Србији. Ало, Курир, Пулс, Опера 17, Трачара, Телеграф, Вести и Свет написали су да је Индира запалила интернет и да има хит на прву лопту.

## Списак песама
На албуму се налазе следеће песме:
1. Нико није савршен 4.20 
(музика: С. Радић - текст: С. Радић - аранжман: Д. Алагић)
2. Много си се променио 3.53 
(С. Радић - С. Радић - Енџи)
3. Какав такав си 4.08 
(С. Радић - С. Радић - Д. Алагић)
4. Луда главо балканска 3.12 
(С. Радић - С. Радић - Енџи)
5. другарице 3.37 
(С. Радић - С. Радић - Д. Алагић)
6. Боли ме то 3.24 
(С. Радић - С. Радић - Д. Хандановић)
7. Леп, згодан 3.27 
(С. Радић и Денис Хусић - С. Радић - Д. Хандановић)
8. Волела сам те 3.42 
(С. Радић - С. Радић - Енџи)